# ونسا مارانو
ونسا مارانو (به انگلیسی: Vanessa marano) بازیگر سریالهای تلویزیونی ، زاده ۳۱ اکتبر ۱۹۹۲ میلادی ، در شهر لس آنجلس، آمریکا زاده شد. وی در سریال آناتومی گری (مجموعه تلویزیونی) به ایفای نقش پرداخت که این سریال برنده جایزه گلدن گلوب برای بهترین سریال درام شد. همچنین در سریالهای درمانگاه خصوصی، سی اس آی ، دنیای مالکوم و فیلم نجات زویی ، دافنه و ولما ، زندگی مخفی چوبک ها، این بازی به نام قتل و لیمو لیمای عزیز هم حضور داشت . ونسا مارانو در مجموعه تلویزیونی درام دکستر محصول سالهای ۲۰۰۶ تا ۲۰۱۳ میلادی ایفای نقش داشت که این سریال برنده دو جایزه امی در سال ۲۰۱۰ میلادی داشت.